# Antoni Małecki

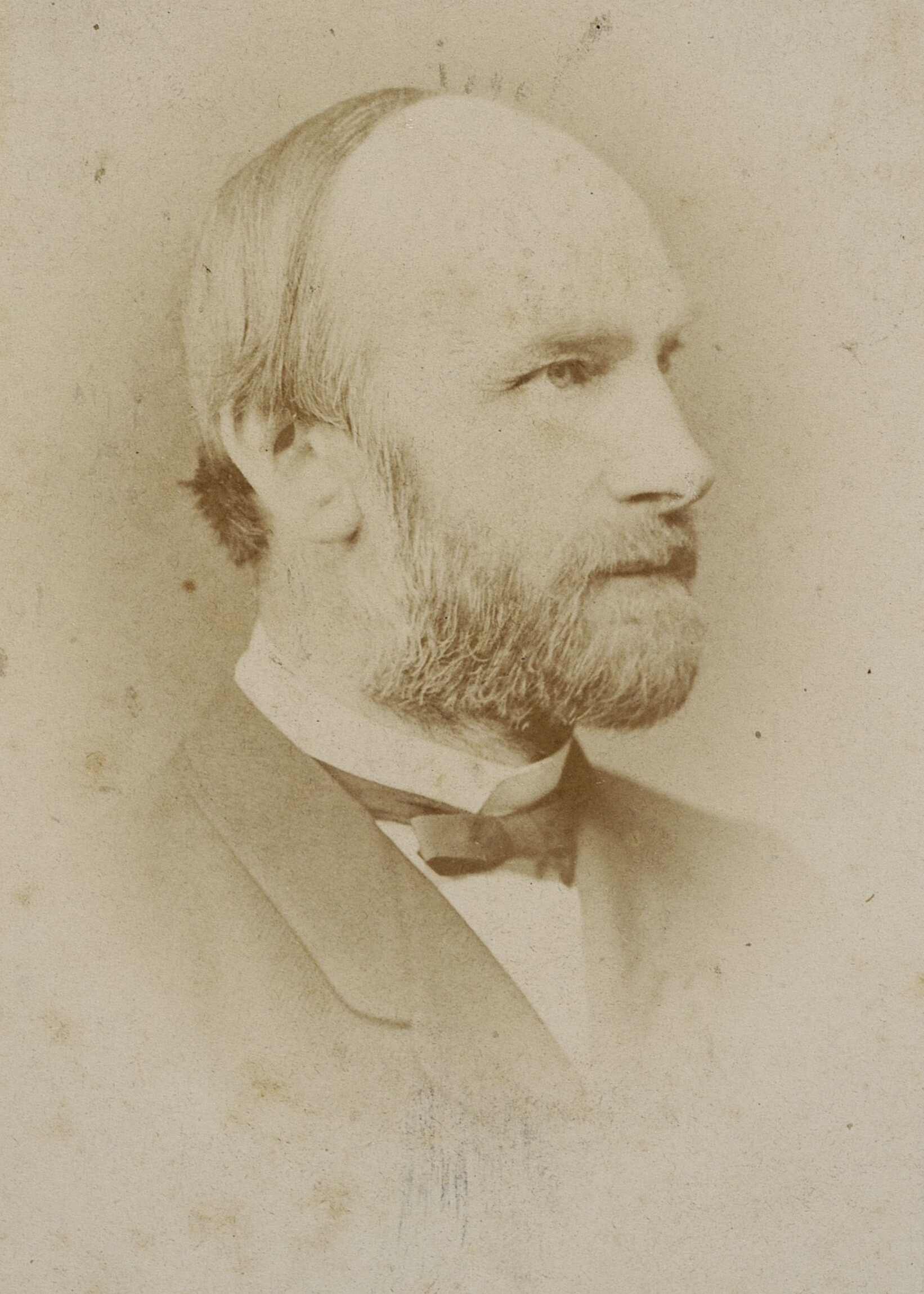
Antoni Małecki.

Antoni Małecki, född 16 juli 1821 i Objezierze, provinsen Posen, död 7 oktober 1913 i Lemberg, Galizien, var en polsk språk- och litteraturforskare.
Małecki blev 1850 professor i klassisk filologi vid Jagellonska universitetet i Kraków. Han avskedades 1854 på grund av intriger, men fick en professur i Innsbruck och var 1856-74 professor i polska språket och litteraturen vid Lembergs universitet. Han blev sedermera vice kurator för det Ossolinska biblioteket. Från 1881 var han livstidsledamot av österrikiska herrehuset.
Som klassisk filolog framträdde Małecki med Encyklopedia filologii klasycznej (1851) samt översättningar av Sofokles "Elektra" och "Antigone", varjämte han författade ett historiskt originaldrama, List źelazny (1854). Hans polska skolgrammatik (1863) utgick i åtta upplagor; han författade även en komparativ polsk språklära, Grammatyka historyczno-porównawcza języka polskiego (två delar, 1879), samt en gammalpolsk ordbok, Wybór mów staropolskych (1855). 
År 1846 utgav Małecki en studie om Zygmunt Krasińskis "Irydion" och 1866-67 en för sin tid grundlig biografi och studie över Juliusz Słowacki, Juliusz Słowacki, jego życie i dziela (två delar). Dessutom en studie över poeten Jan Andrzej Morsztyn (1859), en kritisk undersökning av Polens äldsta historia, Lechici w świetle historycznej krytyki (1896), och ett arbete i polsk heraldik (Studya heraldyczna, 1890). Małeckis smärre vetenskapliga uppsatser är samlade i Z dziejów i literatury (1896) och Z przeszlosci dziejowej (1897).